# Misythus bolivari
Misythus bolivari är en insektsart som beskrevs av Morgan Hebard 1923. Misythus bolivari ingår i släktet Misythus och familjen torngräshoppor. Inga underarter finns listade i Catalogue of Life.